# Nuevo Campus SANAA
El Nuevo Campus SANAA (en italiano: Nuovo Campus SANAA) es un moderno complejo de edificios situado en el campus de la Universidad Bocconi en Milán, Italia.

## Historia
El complejo, que constituye una expansión del campus de la Universidad Bocconi, fue diseñado por la firma de arquitectura japonesa SANAA. La inauguración tuvo lugar el 29 de noviembre de 2019, en presencia del Presidente de la República Italiana, Sergio Mattarella.

## Descripción
El complejo incluye la nueva sede de la SDA Bocconi School of Management, una residencia de estudiantes y un centro deportivo equipado con una piscina olímpica.
Los edificios se caracterizan por sus volúmenes y fachadas sinuosas, sus ventanas de vidrio en la planta baja y sus patios interiores, típicos de la arquitectura milanesa, que los hacen accesibles al público. Varios pórticos conectan los edificios del complejo, proporcionando una conexión protegida a través de los jardines que los separan.